# 단순포진 각막염
단순포진 각막염(Herpetic simplex keratitis)은 단순포진바이러스가 각막에 감염되어 발생하는 각막염이다.:370
눈 표면의 상피 세포가 감염되는것으로 시작한 뒤 역행하여 각막에 뿌리내리는 신경세포에까지 도달한다. 1차 감염의 증상은 결막과 눈꺼풀의 부음(눈꺼풀결막염)이며, 가려움을 유발하는 작은 흰색 병변이 각막 표면에 발생한다. 병변의 영향은 다양해서 상피에 작은 상처(점상상피미란)만 남기는 경우도 있고, 심하게는 각막 궤양이 만들어질 수도 있다. 감염은 한 쪽 눈에서만 나타난다. 기타 증상으로는 눈 깊은곳에서 무딘 통증이 나타나거나, 경미하거나 심한 건조감, 부비동염 등이 나타난다. 대부분 몇 주 안에 자연스레 사라지며, 알맞는 항바이러스제를 구강에 투여함으로써 빠르게 호전될 수도 있다.
재발할 경우 수지상 궤양이나 하얀색 플라크가 형성되는 등 더 심각한 증상이 나타날 수도 있다. 궤양이 자람에 따라 상피세포는 망가지고, 경미한 염증이 홍채의 실질에 발생할 수도 있다(홍채염). 재발시 만성적 안구건조증이나 부비동염, 간헐적 결막염이 발생할 수도 있다. 지속감염시 바이러스의 DNA가 쌓이게되고, 이에 대한 항원항체반응이 나타남으로써 눈에 엄청난 면역 부하가 발생한다. 이는 곧 각막 기질에 혼탁화를 일으켜 시력을 잃게 만들기도 한다.
단순포진바이러스는 전체 인구의 1/3이 감염되어 있을 정도로 흔한 바이러스다. 또한 단순포진 각막염은 각막 기인 실명의 가장 흔한 원인이다. 따라서 단순포진바이러스는 전세계적인 문제이다. 매년 150만명이 새로이 확진되며, 그중 4만명은 심각한 단안시력 손상이나 실명증 환자가 새로 발생한다.

## 증상

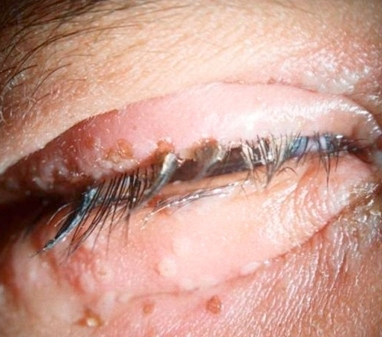
단순포진성 안검염

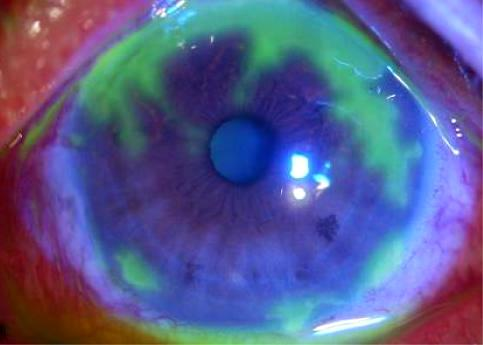
상피 세포의 손상된 부분이 형광색으로 염색되어있다.

### 수지상 궤양 (상피 각막염)
가지처럼 각막 궤양이 퍼저나가는 증상이 발생하기도 한다. 플루오레세인으로 눈을 염색하여 관찰할 수 있다. 이런 경우 이물감, 눈부심, 충혈, 시야의 흐릿함을 호소한다. 이물감은 한 군데로 집중되기도, 퍼지기도 한다.
면역이 억제된 환자나 부신피질 호르몬을 투여하고있는 환자의 경우 궤양이 심해져 지도모양으로 변하기도 한다.

## 원인
단순포진바이러스는 정이십면체 캡시드를 가지는 이중가닥 DNA 바이러스이다. HSV-1는 주로 입 주변부에, HSV-2는 생식기 주변부에 감염된다. 안구 헤르페스는 주로 HSV-1에 의해 감염된다.

## 검진
단순포진 각막염의 검진은 안과에서의 검안을 통해 의료적 특징들을 발견함으로써 이루어진다. 그러나 의료적 특징을 구별하기 쉬우며, 간질각막염의 경우는 살아있는 바이러스가 없기 때문에 바이러스를 직접 검출하는 방식의 검진은 잘 이루어지지 않는다. 그러나 특징을 매우 구별하기 어려운 경우 때때로 실험실 검사를 통해 검진할 수 있는데, 특히 신생아의 경우는 항상 이 방식으로 검진된다. 여기서 말하는 실험실 검사는 다음과 같다.
- DNA 검사는 빠르고 정확한 결과를 주지만, 검사 비용이 많이 들기 때문에 연구센터등에서만 이루어진다.
- 바이러스 배양을 통해 단순포진바이러스를 검출할 수도 있다.
- 초기 감염시에는 혈청학적 검사법을 통해 검사할 수 있으나, 재발한 경우에는 큰 효용을 얻기 힘들다.

## 치료
상피 각막염은 살아있는 바이러스에 의해, 간질 각막염은 면역 반응에 의해, 변형포진성 궤양은 각막 상피의 회복 불능으로 인해 발생하는 만큼 안구의 대상포진 치료법은 질병 양상에 따라 달라진다.

### 상피 각막염
항바이러스제는 높은 효용과 낮은 저항성을 가지고 있어 상피 각막염을 치료하는데 주로 사용된다. 10~14일간 투여된다. 이독수리딘과 비다라빈 안약으로 효과를 볼 수 있지만, 아시클로버 안연고나 트리플루리딘 안약이 더 높은 효과를 보인다. 아시클로버를 구강투여할 경우 안구에 부담을 줄일 수 있다는 점에서 이 방식을 선호하는 안과의사들도 존재한다. 한 체계적 문헌조사법을 통한 논문 검토 보고서는 간시클로비르와 브리부딘이 아시클로비르와 같은 효과를 가짐을 보였다.